# Frederic Hymen Cowen
Sir Frederic Hymen Cowen (* 29. Januar 1852 in Kingston (Jamaika); † 6. Oktober 1935 in London) war ein englischer Komponist, Pianist und Dirigent.

## Leben
Cowen wurde als fünftes und letztes Kind von Frederick Augustus Cohen und Emily, geb. Davis, geboren. 1856 übersiedelte die Familie nach England, wo sein Vater Kassenverwalter an Her Majesty’s Theatre wurde. 1858 wurde ein Walzer des Sechsjährigen gedruckt. 1860 folgte die Operette Garibaldi; im gleichen Jahr wurden Julius Benedict und John Goss seine Lehrer für Klavier bzw. Komposition. 1863 trat er als Pianist in Her Majesty’s Theatre auf. 1865 konnte er sein Klaviertrio A-Dur uraufführen; den Violinpart übernahm dabei der auf den Frühreifen aufmerksam gewordene Joseph Joachim.
Ab Herbst 1865 setzte Cowen auf Rat seiner Lehrer seine Studien in Deutschland fort. Das ihm zugesprochene Mendelssohn-Stipendium musste er auf Wunsch der Eltern ausschlagen, konnte jedoch als außerordentlicher Student in Leipzig Unterricht nehmen. Seine Lehrer wurden unter anderem Moritz Hauptmann (Harmonielehre und Kontrapunkt), Ignaz Moscheles (Klavier) und Carl Reinecke (Komposition).
1866 wurde Cowens Overture d-moll in London uraufgeführt. Nach einer Studienphase in Berlin, unter anderem bei Friedrich Kiel und Carl Tausig, kehrte Cowen nach London zurück, wo 1869 seine 1. Sinfonie und das Klavierkonzert a-moll uraufgeführt wurden.
In den nächsten Jahren konnte Cowen mehrere Chor- und Instrumentalwerke sowie Opern erfolgreich zur Aufführung bringen, wobei er sich zunehmend auch als Dirigent profilierte. 1888 wurde er Nachfolger von Arthur Sullivan als Dirigent der Philharmonic Society of London. Im gleichen Jahr reiste er nach Australien und führte dort sein Oratorium Song of Thanksgiving auf. 1896 übernahm Cowen die Leitung der Liverpool Philharmonic Society und des Hallé-Orchesters in Nachfolge von Charles Hallé. In der Folge dirigierte er beispielsweise das Bradford Permanent Orchestra, das Scottish Orchestra (heute Royal Scottish National Orchestra) und mehrfach die Händel-Festspiele im Kristallpalast.
Cowen erhielt 1900 bzw. 1910 die Ehrendoktorwürden der Universitäten Cambridge und Edinburgh, und 1911 den Ritterschlag. 1908 heiratete er die 30 Jahre jüngere Frederica Gwendoline Richardson († 1971); die Ehe blieb kinderlos. Die letzten Lebensjahre verbrachte Cowen in Zurückgezogenheit; beerdigt wurde er auf dem Jewish Cemetery in Golders Green.

## Werke
Cowen komponierte mehrere Opern, Bühnenmusik und zahlreiche Chorwerke. Unter seinen Orchesterwerken finden sich unter anderem 6 Sinfonien (Cowen betrachtete sich selbst in erster Linie als Sinfoniker; die Nr. 3 in c-moll, „Scandinavian“, von 1880 gilt als sein wichtigster Gattungsbeitrag) sowie Ouvertüren, Suiten und weitere kürzere Stücke. Cowens Musik zeigt handwerkliches Können und ist teilweise durch Wagner (Harmonik) beeinflusst, sah sich jedoch auch kritischer Beurteilung als epigonal und uninspiriert ausgesetzt. Heute ist sein Werk weitgehend vergessen.